# Ultraligera
Ultraligera es un grupo musical español de rock alternativo formado en Madrid en el año 2021. Con influencias que van desde el grunge hasta el pop alternativo, pasando por el indie rock y el post punk revival, la banda ha desarrollado un sonido característico que les ha permitido destacarse en la escena musical española.
La formación ganó notoriedad tras el lanzamiento de su primer EP Europa. En 2024 ficharon por Warner Music y llevaron a cabo la presentación de su primer disco de estudio Pelo de Foca, que les permitió irrumpir en el panorama musical nacional.

## Historia
En 2021, Ultraligera grabó sus dos primeros temas en un caserío reconvertido en estudio a las afueras de Bilbao. Algunos meses después, firmaron su primer contrato discográfico, y comenzaron a grabar su primer EP, Europa en Estudios A, donde confirmaban el sonido que sería la base de su proyecto.
Antes de sacar su primer álbum, Pelo de foca, la banda lanzó «Amor, Amor» (2023) un sencillo que no formaba parte de ningún disco y que comenzaba con la famosa frase del poeta Pedro Salinas Amor, amor, catástrofe.
Ese mismo año, el vocalista de Shinova, Gabriel de la Rosa, versionó junto a Gisme, cantante del grupo, la balada  «Europa», que trata sobre la soledad de un individuo en una gran ciudad.
En 2024 la banda comenzó a presentar su primer disco de largo formato Pelo de Foca. Tal y como ha explicado la banda, el «pelo de foca» refleja suavidad y resistencia; algo que parece delicado al tacto, pero que es sorprendentemente fuerte.
Desde el inicio de su carrera, Ultraligera ha estado presente en reconocidos festivales españoles como el Sonorama Ribera, Conexión Valladolid, Cooltural Fest o el Festival Jardín de Las Delicias. En su gira de presentación del disco por numerosas salas del país a lo largo de 2024, lograron hacer sold out en muchas ocasiones.
En junio de 2024, Ultraligera fue la banda elegida para inaugurar la Jornada de puertas abiertas del Congreso de los Diputados, siendo la primera banda de rock encargada de este cometido. En noviembre de 2024, dieron un concierto en el Teatro Eslava de Madrid que agotó todas las entradas en menos de una semana. En su anterior concierto en salas de Madrid en la sala El Sol (2022) también colgaron el cartel de todo vendido.
Sus letras, que cuentan historias sobre personajes descarriados y sus viajes, han generado un universo propio que ha aumentado exponencialmente el número de seguidores. A finales de 2024, la banda superaba los 100 000 oyentes mensuales en Spotify y su presencia en medios de comunicación aumentó considerablemente.

## Miembros actuales
- Gisme – Vocalista y letrista
- Coque Fernández – Guitarrista
- Santi Urruela – Bajista
- Martín Aparicio – Batería

## Exmiembros
- Edu Míguez – Batería

## Estilo musical e influencias
Ultraligera mezcla géneros como el rock alternativo y el indie, con toques de post-punk y pop. Sus letras son introspectivas y utilizan la experimentación sonora. A lo largo de su carrera, la banda ha evolucionado hacia un sonido más enérgico y dinámico, incorporando elementos electrónicos y acústicos en sus composiciones.

## Discografía

#### Álbumes de estudio
•	“Pelo de Foca”, 2024 

#### EPs
•	“Europa”, 2021

#### Singles
•	Pelo de Foca, 2024 
•	Nunca Nadie, 2024 

•	Matanza en el Hotel, 2024 

•	El Pueblo, 2024 

•	Silla de Mimbre, 2024 

•	Tú no lo ves, 2024 

•	La Basura, 2024 

•	Europa feat Shinova, 2023 

•	Amor Amor, 2023 

•	Mala Manía, 2022 

•	Europa, 2022 

•	Si Tú Supieras, 2022 

•	Recuerdos del Baile, 2022 

•	Hasta el Fondo, 2021 

•	Mierda de Fiesta, 2021 

## Videoclips
- Nunca Nadie, 2024

- Tú no lo ves, 2024

- La Basura, 2024

- Europa feat Shinova, 2023

- Amor, Amor, 2023

- Recuerdos del Baile, 2022

- Si tú supieras, 2022

- Mierda de Fiesta, 2021

- Hasta el Fondo, 2021